# Peggy (zangeres)
Peggy, geboren als Alice Willems (Genk, 26 augustus 1950) is een voormalige Vlaamse zangeres. In de periode 1968-1972 had ze een aantal hits in de Vlaamse top 10. Kenmerkend was haar rollende r.

## Loopbaan
Alice Willems is de dochter van een Genkse garagist. Samen met haar broer vormde ze op 17-jarige leeftijd het duo Paul & Peggy. Ze eindigden op de derde plaats in een talentenjacht en wonnen een gratis plaatopname. Het duo nam een tweetal Engelstalige singles op met weinig succes.
In 1968 begon Peggy een Nederlandstalige solocarrière. Haar eerste single, Ik wil met je trouwen werd meteen een hit en bereikte de tweede plaats in de Vlaamse top 10. Ook haar volgende single De ware man bereikte de derde plaats in de hitparade. In 1970 had ze met Carnaby street nog een klein hitje.
In het begin van de jaren 1970 zong ze eveneens bij The Classic Illustration, het vaste begeleidingsorkest van Peter West.
In 1971 trouwde ze met Léon Dolmans, een voetballer die speelde bij Thor Waterschei en die later nog voor Standard Luik en het Belgisch voetbalelftal zou voetballen. Samen begonnen ze met de uitbating van een horecazaak in Tongeren en Peggy beëindigde op dat moment haar carrière als zangeres.

## Discografie

### Singles
- What about me (als Paul & Peggy, 1967)
- See you later, overtaker (als Paul & Peggy, 1967)
- Ik wil met je trouwen (1968)
- De ware man (1969)
- In Arizona (1969)
- Playboy (1970)
- Carnaby street (1970)
- Cinderella (1970)
- Zondagavond kwart voor acht (1970)
- De zon schijnt niet alleen in Acapulco (1971)
- Excuseer meneer (1972)

### Album
- Peggy (1969)